# Werner Seelenbinder
Werner Seelenbinder (Szczecin, 1904. augusztus 2. – Brandenburg an der Havel, 1944. október 24.) német amatőr birkózó. A mai Lengyelország területén született. Birkózó lett, közben azonban belépett a kommunista pártba. 1933-ban a német nemzeti bajnokságon nyert érme után nem volt hajlandó náci karlendítést csinálni, ezért 16 hónapra eltiltották. Részt vett a Berlinben rendezett 1936. évi nyári olimpiai játékokon, a náci vezetők valószínűleg azért engedték indulását, mert biztosak voltak az éremben. Végül azonban csak a 4. helyen végzett. 1942-ben letartóztatták, 1944. október 24-én kivégezték.